# Heikki Hasu
Heikki Vihtori Hasu (* 21. März 1926 in Sippola; † 5. April 2025) war ein finnischer Skisportler, der in der Nordischen Kombination und im Skilanglauf erfolgreich war. Später war er als Politiker aktiv.

## Werdegang
Sein internationales Debüt gab Hasu, der für Myllykosken Kilpa-Veikot startete, bei den Olympischen Winterspielen 1948 in St. Moritz. Dabei gewann er die Goldmedaille im Einzel der Nordischen Kombination. Über 18 Kilometer im Skilanglauf belegte er Platz vier und verpasste damit eine weitere Medaille nur knapp. Kurze Zeit nach den Spielen feierte Hasu seinen ersten Erfolg bei den Lahti Ski Games in der Nordischen Kombination. Auch im folgenden Jahr konnte er diesen Erfolg feiern. Bei den Nordischen Skiweltmeisterschaften 1950 in Lake Placid gewann Hasu in der Nordischen Kombination die Goldmedaille sowie mit der Staffel der Skilangläufer die Silbermedaille.
1951 gewann er erneut bei den Lahti Ski Games. In Oslo gelang Hasu bei den Olympischen Winterspielen 1952 gemeinsam mit Paavo Lonkila, Urpo Korhonen und Tapio Mäkelä im Skilanglauf-Staffelwettbewerb seine zweite olympische Goldmedaille. Da die Skilanglauf-Wettbewerbe gleichzeitig als Nordische Skiweltmeisterschaften galten, wurde er zudem Weltmeister. Im Einzel der Nordischen Kombination musste er sich dem Norweger Simon Slåttvik geschlagen geben und gewann die Silbermedaille. Eine dritte Medaille verpasste er als Vierter im 18-km-Skilanglauf nur knapp. Dabei lag Hasu nur vier Sekunden hinter seinem Landsmann Paavo Lonkila, der Bronze gewann.
1953 gewann er als erster Finne den Kombinations-Wettbewerb am Holmenkollen.
Hasu starb am 5. April 2025, kurz nach seinem 99. Geburtstag.

## Politik
Nach seiner aktiven Karriere engagierte sich Hasu in der Politik und saß von 1962 bis 1966 und von 1967 bis 1970 für zwei Amtszeiten als Abgeordneter für das Finnische Zentrum (bis 1965 Landbund) im Finnischen Parlament.

## Auszeichnungen
1948 wurde Hasu erstmals zum Sportler des Jahres gewählt. 1950 wurde er zum zweiten Mal Sportler des Jahres. Nach den erfolgreichen Spielen wurde er 1952 auch als erster Finne mit der Holmenkollen-Medaille geehrt.
In Anjalankoski wurde 2003 eine 5,5 Meter große Statue für Hasu vor dem Rathaus errichtet. Entworfen und gestaltet wurde diese vom Künstler Juhani Honkanen.